# Mega Moolah
Mega Moolah är en enarmad bandit från mjukvarutillverkaren Microgaming. Mega Moolah är berömd för sin progressiva jackpott, som under perioden 2007-2010 skapat 16 stycken dollarmiljonärer. Den första jackpotten betalades ut den 16 november 2007 och uppgick till 4,3 miljoner sydafrikanska rand.
Mega Moolah innehar även världsrekordet i högsta vinst på ett online casino från 2021 då en spelare från Belgien vann €19.4 miljoner.
Den progressiva jackpotten, även känd som växande jackpott på svenska, växer kontinuerligt genom att en samtliga satsningar på Mega Moolah till viss del bidrar till jackpotten. Den statistiska utbetalningsgraden för Mega Moolah över tid ligger mellan 94% och 95%. I denna siffra är jackpottutbetalningarna inräknade. Om man endast ser till hur stor del av intäkterna som betalas tillbaka till spelarna i form av reguljära vinster blir siffran längre.
Mega Moolah accepterar fyra olika valutor : amerikanska dollar (USD), brittiska pund sterling (GBP), euro (EUR) och sydafrikanska rand (ZAR).